# Robiquetia crassa
Robiquetia crassa là một loài thực vật có hoa trong họ Lan. Loài này được (Ridl.) Schltr. miêu tả khoa học đầu tiên năm 1913.